# Ґодзілла проти Ґайґана
«Ґодзілла проти Ґайґана» (яп. 地球攻撃命令 ゴジラ対ガイガン) — японський фантастичний кайдзю-фільм, знятий Дзюном Фукудою. Це дванадцятий фільм про динозавра Ґодзіллу, четвертий про Ангіруса і Кінг Гідору, і перший про Ґайґана. В Японії фільм вийшов 12 березня 1972 року.
Реліз фільму на DVD відбувся в жовтні 2004 року.

## Сюжет
Схожі на тарганів інопланетяни з планети Nebula M задумали захопити Землю, після того як інша раса забруднила їхню планету. Вони приймають форму людей та створюють нібито дитячий парк розваг, одним із атракціонів якого є «Вежа Ґодзілли». Інопланетяни планують викликати Ґайґана та Кінг Гідору за допомогою спеціальних пристроїв для здійснення своєї мети. 
Художник Генго Котака дізнається про їхній план після того, як його наймають художником концепт-артів для парку. Генго з друзями дістають один з пристроїв прибульців та активують його. На острові Монстрів Ґодзілла та Ангірус чують сигнал та розуміють, що щось не так. Ангірус вирушає до Токіо для того, щоб дізнатися причину сигналу. Японські військові, не знаючи намірів монстра, відганяють його.
Ангірус повертається на острів Монстрів, а потім разом з Ґодзіллою прямують назад до Японії, щоб захистити Землю від космічних монстрів, які вже були тут. Інопланетяни намагаються вбити Ґодзіллу за допомогою лазерної гармати. Генго з друзями за допомогою технологій прибульців підривають їх самих, а Ґодзілла та Ангірус після тривалої битви відправляють Ґайґана та Кінг Гідору назад в космос.

## Кайдзю
- Ґодзілла
- Ангірус
- Кінг Гідора
- Ґайґан
- Мотра
- Горозавр
- Мінілла
- Камакурас

## В ролях
- Хіросі Ісікава
- Юрі Хісімі
- Мінорю Такасіма
- Томоко Умеда
- Харуо Накадзіма
- Зан Фудзіта

## Історія створення
Після нетипового для жанру фільму «Ґодзілла проти Хедори» кінокомпанія Toho розпочала роботу над більш ефектним фільмом за участю космічних монстрів. Спочатку, за задумом продюсера Томоюкі Танаки, у фільмі мали з'явитися шість монстрів, серед яких — троє нових: це Ґайґан, Мегалон і схожий на статую Даймадзін. Хоча ця ідея була радо прийнята, від двох останніх монстрів відмовилися (хоча Мегалон з'явився в наступному фільмі), а фільм отримав назву «Повернення Кінг Гідори». За сюжетом, Ґодзілла разом з Роданом та Вараном повинен був боротися з Ґайґаном, Кінг Гідорою та новим монстром, під назвою Могу, однак через бюджетні обмеження Варан і Родан були замінені Ангірусом, який в останній раз повноцінно був показаний у фільмі «Знищити всіх монстрів». Ім'я Гідори було прибране з назви, а фільм став відомий вже як «Ґодзілла проти Ґайґана».

## У зарубіжному прокаті
Після поширення міжнародної версії «Ґодзілли проти Ґайґана» фільм вийшов в США в 1978 році під назвою «Ґодзілла на острові Монстрів» (англ. Godzilla on Monster Island), незважаючи на те, що цей острів ненадовго показується у фільмі. Постер цієї версії фільму нагадує постер фільму «Мотра проти Ґодзілли».

## Саундтрек
На момент виходу фільму Ґодзілла вже завоював світову популярність, оскільки небагато кіномоестрів перетнули межу 1960-х-1970-х років. З цієї нагоди композитор Акіра Іфукубе, який створив музичне оформлення до найвідоміших фільмів Toho, видав збірку пісень і мелодій «Expo '70». Туди увійшла нова композиція Куніо Міяші «Марш Ґодзілли», яка лунала в кінці фільму, а також деякі інші нові композиції: «Go! Go! Godzilla!» і «Defeat Gigan».

## Цікаві факти
- В Японії у кінотеатрах фільм переглянули 1 780 000 глядачів.
- Це останній фільм, де роль Ґодзілли виконував актор Харуо Накадзіма.
- Ґодзілла тут в останній раз показаний таким, як у фільмі «Гідора, триголовий монстр».
- У Великій Британії фільм вийшов під назвою «Війна монстрів» (англ. War of the Monsters).